# Roger Kluge
Roger Kluge (født 5. februar 1986) er en professionel cykelrytter fra Tyskland, der er på kontrakt hos REMBE | rad-net.
I banecykling har han vundet medaljer ved OL, VM og EM. Kloges største sejr på landevejen kom på 17. etape af Giro d'Italia 2016.
Ved Tour de France 2020 sluttede Kluge som løbets langsomste mand (Lanterne rouge). Han var 6 timer, 7 minutter og 2 sekunder efter vinder Tadej Pogačar i klassementet. Kluge blev den rytter siden 1954, der sluttede med den største margin til vinderen.